# Bernd der Ritter
Bernd der Ritter (eigentlich Bernd Ritter; * 7. Juli 1943 in Erfurt; † 1. August 2014 ebenda) war ein deutscher Sänger, Komponist und Liederschreiber.

## Leben und Werk
Bernd Ritter lernte als Jugendlicher Gitarre, Trompete und Gesang. Nach dem Besuch der Erfurter Gutenbergschule und der EOS „Theo Neubauer Oberschule“ machte er eine Ausbildung im Landwirtschaftsinternat Sundhausen bei Gotha. Dort gründete er seine erste Band, mit der er innerhalb und außerhalb des Internats auf Tanzveranstaltungen spielte. Von 1962 bis 1965 folgte das Studium der Agrarwirtschaft an der Fachschule für Landwirtschaft in Weimar. Anschließend war er drei Jahre in der Landwirtschaft tätig, nahm nebenbei aber Privatunterricht an der staatlichen Musikschule und besuchte weiterführende Lehrgänge für Chor- und Instrumentalmusik.
Es folgte ein vierjähriges Studium der Musik, Fachrichtung Tanz- und Unterhaltungskunst, an der Hochschule für Musik Franz Liszt Weimar, das er mit dem Staatsexamen als Sänger und Diplomgesangspädagoge mit Lehrbefähigung für Gitarre erfolgreich abschloss. Zu seinen Lehrern gehörte Alo Koll.
Hatte er sich während seiner landwirtschaftlichen Tätigkeit neben Eigenkompositionen vor allem Vorbildern wie Elvis Presley, Bill Haley, Fats Domino, James Dean oder Peter Kraus orientiert, wandte er sich nun vor allem dem deutschen Volksliedgut zu. Unter dem Motto „Bernd der Ritter kommt und singt“ zog er jahrelang mit Pferd, Planwagen und Laute übers Land, sang auf großen und kleinen Feiern. Seine Auftritte führten ihn über die Thüringer Landesgrenzen hinaus. Im Jahr 1987 bereiste er die Erdgastrasse in der Sowjetunion. Der fahrende Sänger blieb bis ins Alter aktiv, wo ihn Konzertreisen bis in die Türkei führten.
Neben der Interpretation eines Großteils des deutschen Volksliedgutes war Bernd der Ritter auch als Komponist tätig. Hierbei thematisierte er vor allem seine Heimatstadt Erfurt und Thüringen, aber auch seine Profession als fahrender Sänger. Er vertonte Gedichte, z. B. von Karl Theodor von Dalberg, und komponierte 1991 die Festfanfare für den Festakt zur 1250-Jahr-Feier der Stadt Erfurt, die 1992 im ZDF Sonntagskonzert übertragen wurde.

## Ausgewählte Werke
- Erfurt du, ich lieb dich sehr
- Erfurter Festfanfare zur 1250-Jahrfeier
- In Erfurt ist’s gut wohnen nach Karl Theodor von Dalberg
- Neubearbeitung der Thüringenhymne Thüringen, holdes Land nach Carl Müllerhartung
- Als singender Ritter fahre ich
- Oh Wachsenburg, du schöner Ort

## Veröffentlichungen
- „Bernd der Ritter kommt und singt“ (CD)
- „Thuringia cantat / Thüringen singt. Ein Liederbuch“, Erfurt, 1992. ISBN 978-3-86087-067-9.